# Synchlora dorsuaria
Synchlora dorsuaria är en fjärilsart som beskrevs av Louis Beethoven Prout 1912. Synchlora dorsuaria ingår i släktet Synchlora och familjen mätare. Inga underarter finns listade i Catalogue of Life.